# Pellionia weinlandii
Pellionia weinlandii är en nässelväxtart som först beskrevs av Karl Moritz Schumann, och fick sitt nu gällande namn av R.J. Johns. Pellionia weinlandii ingår i släktet Pellionia och familjen nässelväxter. Inga underarter finns listade i Catalogue of Life.